# Roberto Losada
Roberto Losada Rodríguez (Vigo, Pontevedra, España, 25 de octubre de 1976), conocido como Losada y apodado el Chino, es un exfutbolista y entrenador de fútbol español. Actualmente dirige al Eastern Sports Club de la Hong Kong Premier League.

## Trayectoria

### Como jugador
Comenzó a jugar en el Sárdoma Club de Fútbol, para después pasar a la cantera del Real Oviedo donde se formó, y con 18 años debutó en Primera División con el primer equipo, el 3 de septiembre de 1995. Esa temporada participó en 16 partidos, marcando tres goles. Sin embargo, en las dos siguientes campañas, sólo disputó seis encuentros. La temporada 1998/99 la pasa en el Toledo, volviendo al año siguiente al Real Oviedo y permaneciendo allí hasta 2001. En este año ficha por el Mallorca, y un año después regresa de nuevo al Real Oviedo por otra temporada. 
En la temporada 2003/04 se marcha definitivamente del Real Oviedo para recalar en el Real Valladolid, equipo en el que se mantiene hasta el mercado de invierno de la temporada 2006/07, cuando, al no entrar en los planes del entrenador José Luis Mendilibar, fichó por la UD Las Palmas. Con los canarios jugó hasta el final de esa temporada, disputando un total de 17 encuentros, sin marcar. Tras rescindir su contrato con la UD Las Palmas, regresó a su Galicia natal para enrolarse en el CD Lugo. Jugó tres temporadas con los lucenses en Segunda División B. 
Finalizada su relación con el CD Lugo, el verano de 2010 participó con un equipo de la AFE en el torneo FIFPro para profesionales sin contrato, tras el cual recibió una oferta para fichar por el Kitchee SC, de Hong Kong, entrenado por su compatriota, Josep Gombau. En su primera temporada con el equipo chino se proclamó campeón de liga, un título que el club no conseguía desde hacía 47 años.
En la temporada 2011-12, Losada fue nombrado capitán del Kitchee SC, reemplazando a Lo Kwan Yee. Anunció su retirada el 26 de mayo de 2012 con casi 36 años, tras anotar el gol del empate a tres goles en el tiempo de descuento de la prórroga en la final de la Copa FA contra el Hong Kong Pegasus FC, que ganó su equipo.

### Selección autonómica
Disputaría tres encuentros internacionales de carácter amistoso con la selección de fútbol de Galicia.

### Como entrenador
Tras retirarse como jugador en 2012, Losada se incorporó al cuerpo técnico del Kitchee SC, siendo nombrado asistente de su compatriota Josep Gombau. Sería entrenador asistente del Kitchee SC durante 8 temporadas, hasta septiembre de 2020.
El 16 de octubre de 2020, Losada firmó como entrenador asistente de Chi-Kin Lee en el Eastern Sports Club de la Hong Kong Premier League. 
En julio de 2021, se convierte en primer entrenador del Eastern Sports Club de la Hong Kong Premier League. 

## Clubes

### Como jugador
| Club                  | País      | Año       |
| --------------------- | --------- | --------- |
| Real Oviedo "B"       | España    | 1995-1998 |
| C. D. Toledo          | España    | 1998-1999 |
| Real Oviedo           | España    | 1999-2001 |
| R. C. D. Mallorca     | España    | 2001-2002 |
| Real Oviedo           | España    | 2002-2003 |
| Real Valladolid C. F. | España    | 2003-2006 |
| U. D. Las Palmas      | España    | 2006-2007 |
| C. D. Lugo            | España    | 2007-2010 |
| Kitchee SC            | Hong Kong | 2010-2012 |
| Tai Chung FC          | Hong Kong | 2012-2017 |
| Double Flower         | Hong Kong | 2017-2018 |

### Como entrenador
| Club                            | País      | Año             |
| ------------------------------- | --------- | --------------- |
| Kitchee SC (Asistente)          | Hong Kong | 2012-2020       |
| Eastern Sports Club (Asistente) | Hong Kong | 2020-2021       |
| Eastern Sports Club             | Hong Kong | 2021-Actualidad |

## Palmarés

### Campeonatos nacionales
| Título | Club       | País      | Año  |
| ------ | ---------- | --------- | ---- |
| Liga   | Kitchee SC | Hong Kong | 2011 |
| Liga   | Kitchee SC | Hong Kong | 2012 |